# Zbraslavice
Zbraslavice (en allemand : Sbraslawitz) est une commune du district de Kutná Hora, dans la région de Bohême-Centrale, en République tchèque. Sa population s'élevait à 1 406 habitants en 2024.

## Géographie
Zbraslavice se trouve à 10 km au nord-est de Zruč nad Sázavou, à 16,5 km au sud-sud-ouest de Kutná Hora et à 63 km au sud-est de Prague.

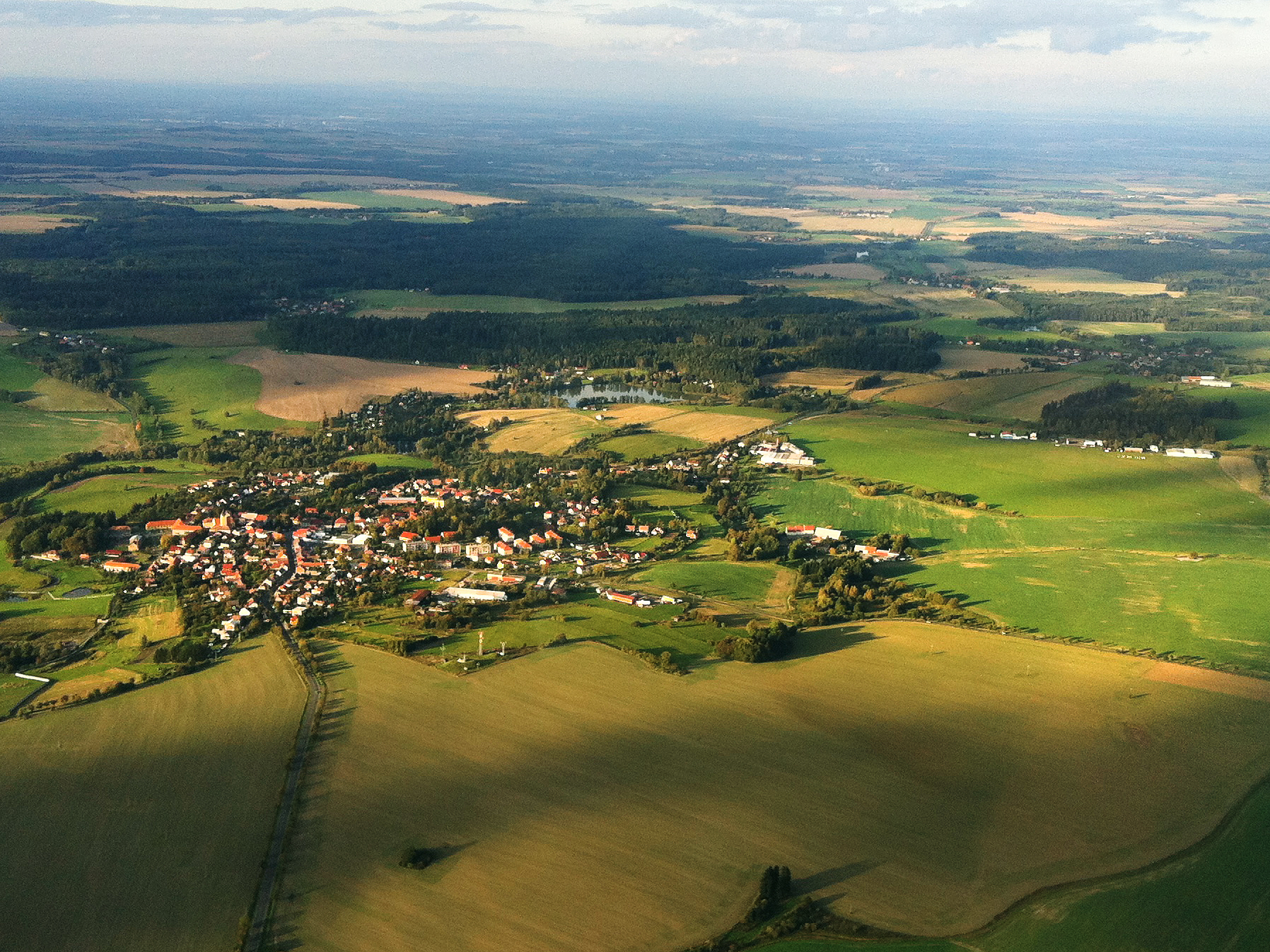
Zbraslavice : vue aérienne oblique.
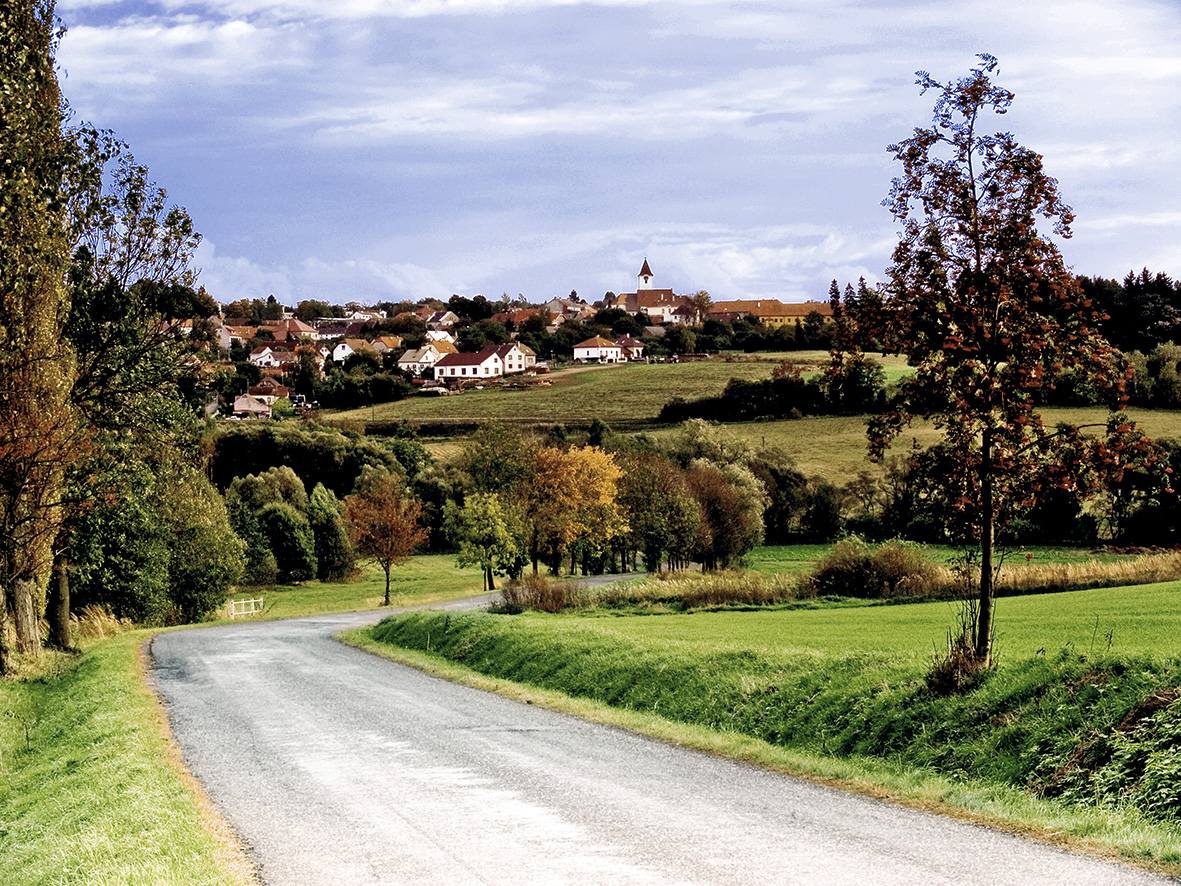
Zbraslavice : vue générale depuis le nord.

La commune se compose de deux sections séparées par la commune de Slavošov. La partie principale est limitée par Chlístovice au nord, par Černíny, Štipoklasy et Bohdaneč à l'est, par Slavošov et Zruč nad Sázavou au sud, et par Řendějov et Čestín à l'ouest. Le quartier d'Ostrov constitue la seconde partie de la commune ; elle est limitée par Slavošov à l'ouest et au nord, par Bohdaneč à l'est, et par Pertoltice au sud et au sud-ouest.

## Histoire
La première mention écrite de la localité date de 1257.

## Patrimoine

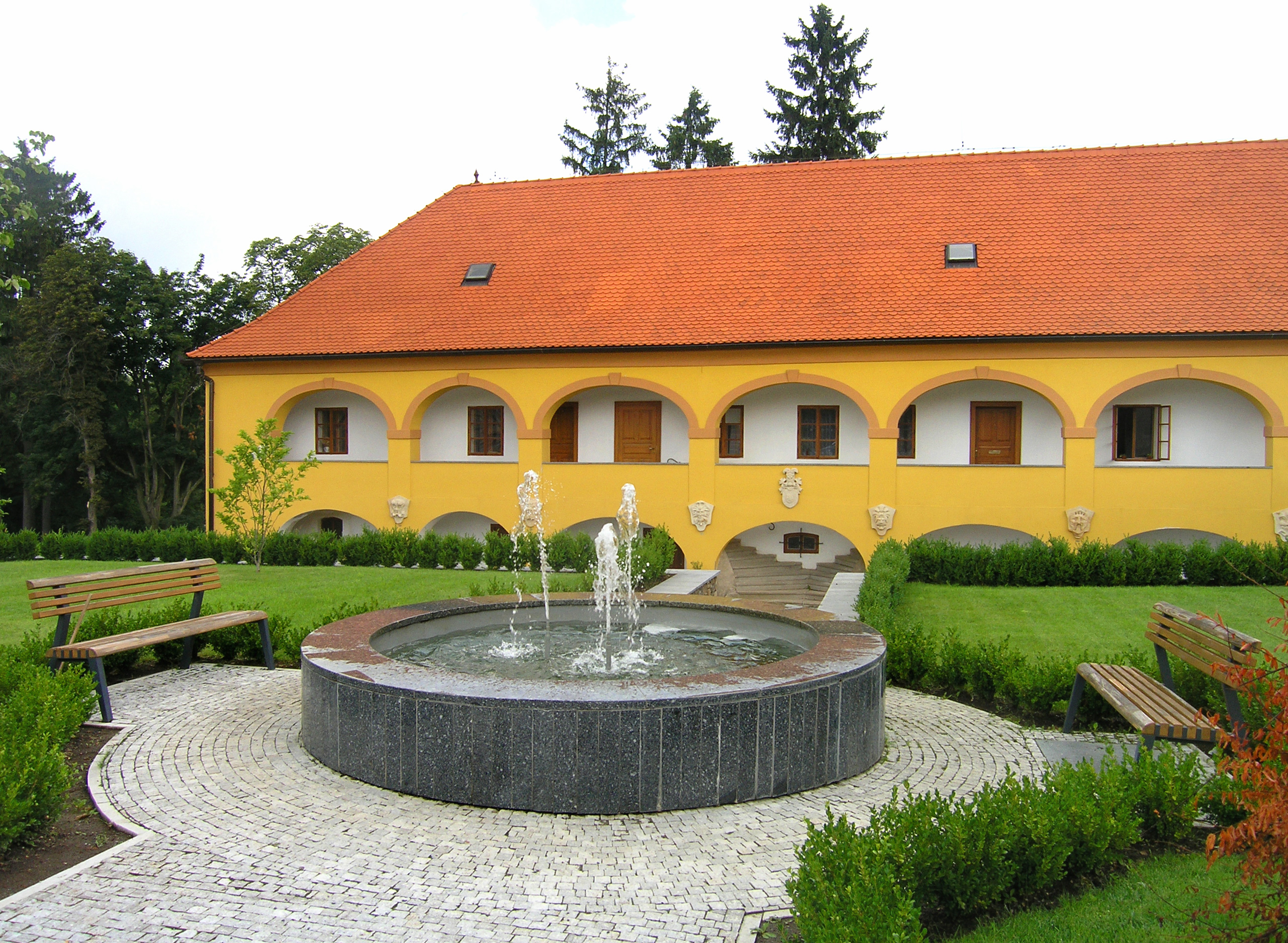
Château de Zbraslavice.
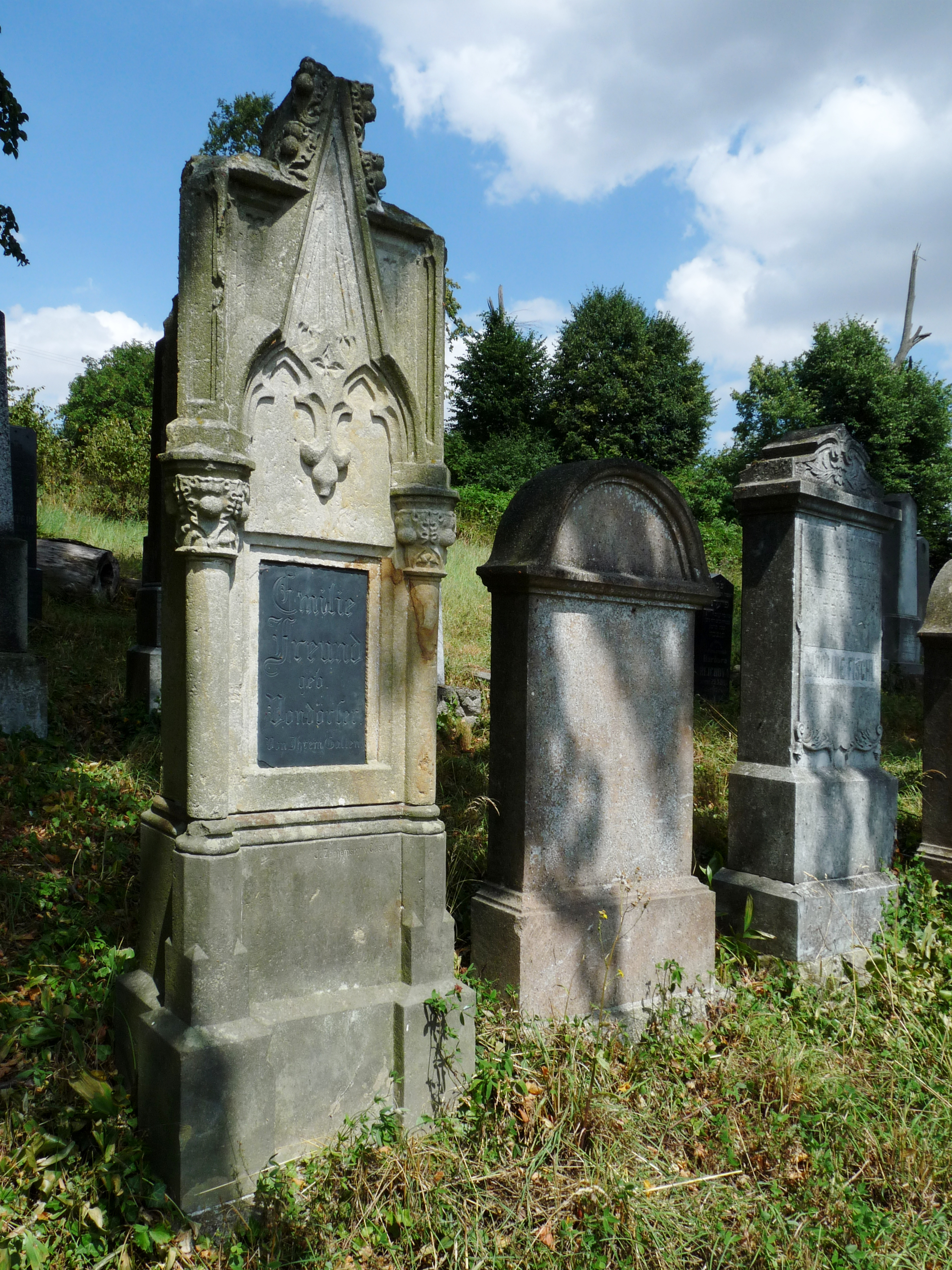
Cimetière juif.
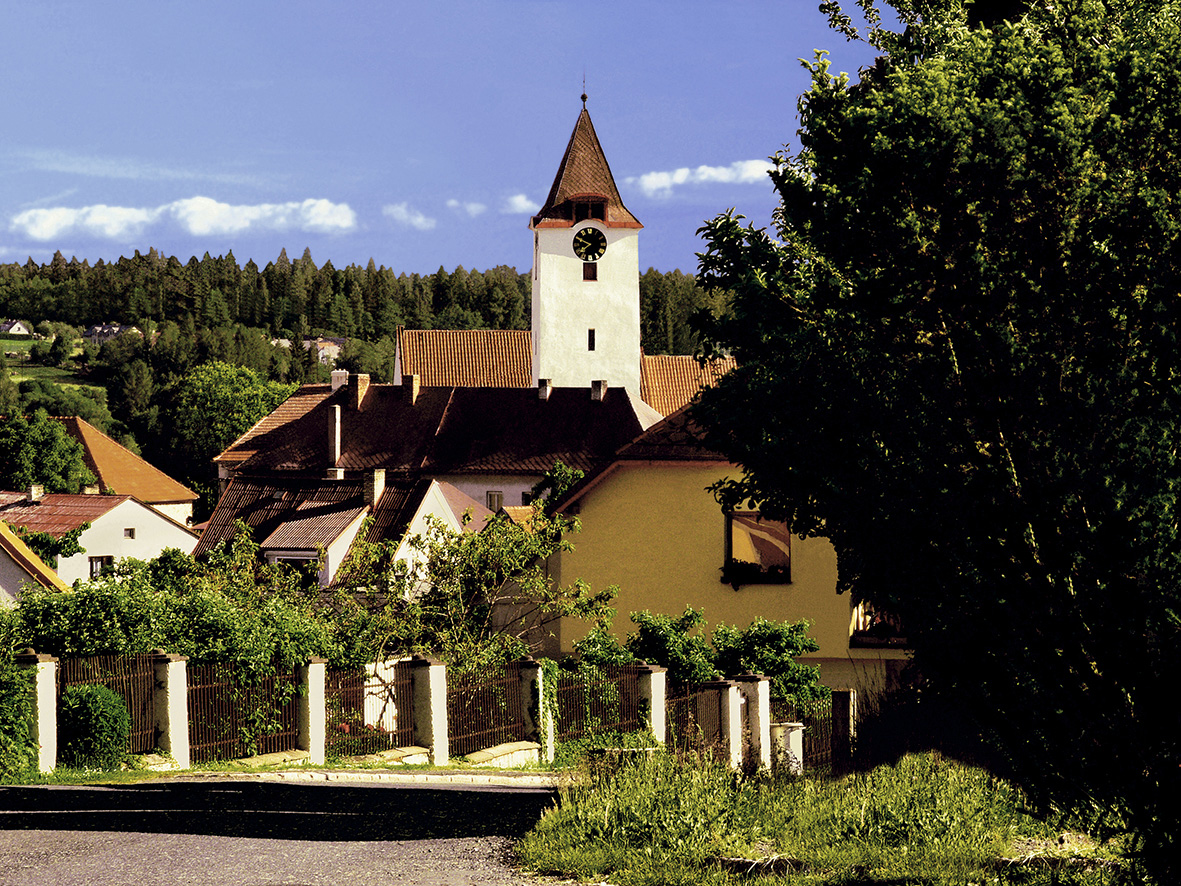
Église Saint-Laurent.

## Administration
La commune se compose de treize sections :
- Zbraslavice
- Borová
- Hodkov
- Chotěměřice t. Pančava
- Kateřinky
- Krasoňovice
- Lipina
- Malá Skalice
- Ostrov
- Radvančice
- Rápošov
- Útěšenovice
- Velká Skalice

## Transports
Par la route, Zbraslavice se trouve à 11,5 km de Zruč nad Sázavou, à 19 km de Kutná Hora, à 30 km de Kolín et à 84 km de Prague.